# Кошкарбай (Балхаський район)
Кошкарба́й (каз. Қошқарбай) — село у складі Балхаського району Алматинської області Казахстану. Входить до складу Жиделинського сільського округу.
Населення — 24 особи (2021; 223 у 2009, 200 у 1999, 387 у 1989).